# Pierre Boille
Pierre Boille, né le 20 octobre 1914 à Tours et mort le 24 septembre 1995 à Luynes, est un architecte français.

## Biographie

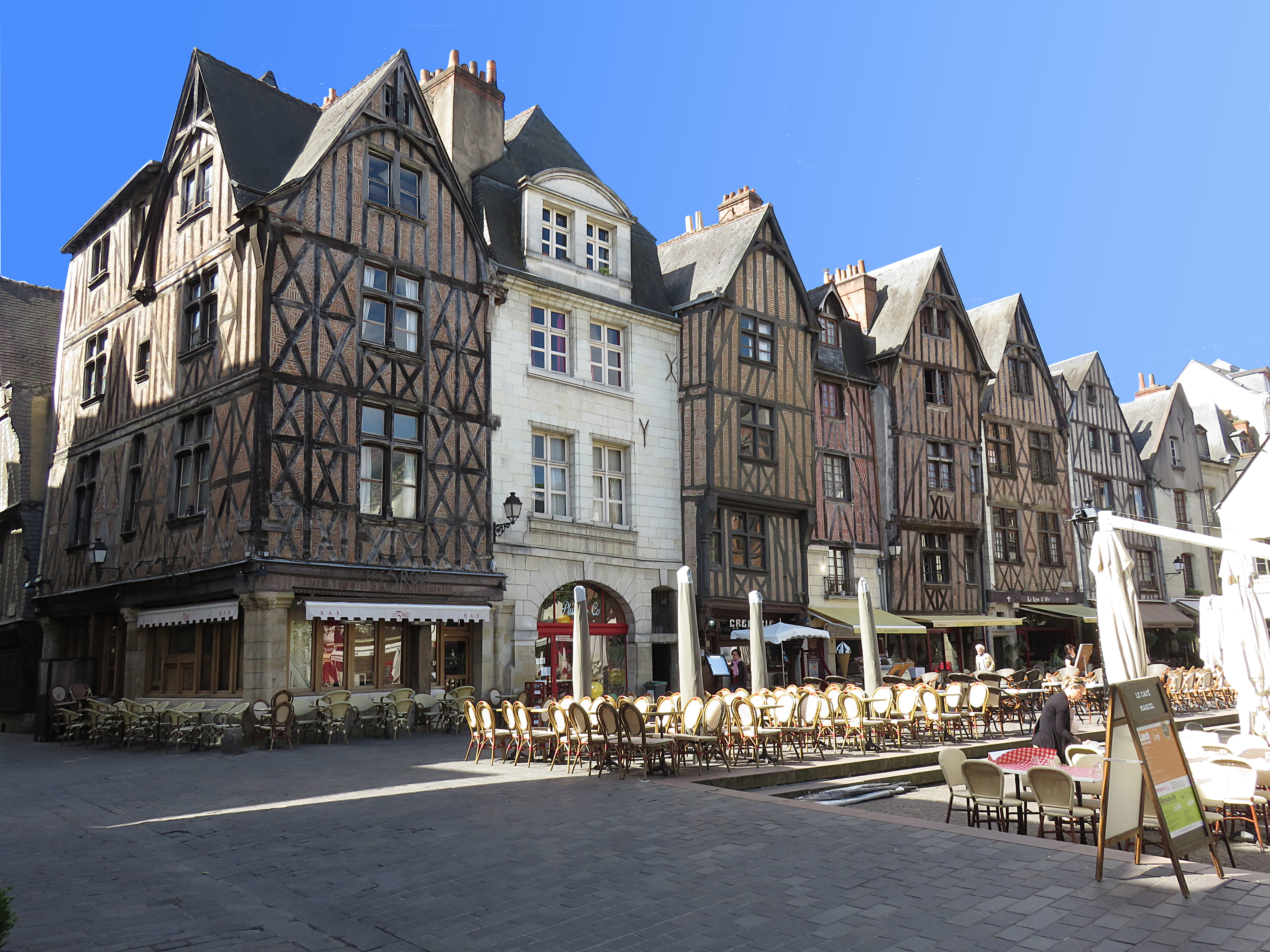
Façades restaurées de la place Plumereau.

Pierre Boille naît le 20 octobre 1914 à Tours. Fils de Maurice Boille et petit-fils de Marcel Boille, architectes, il est élève de l'École nationale supérieure des beaux-arts de Paris. Après l'obtention de son diplôme d'architecte, il exerce de 1948 à 1984 à titre libéral, construisant totalement ou partiellement de nombreux bâtiments en Indre-et-Loire, groupes scolaires, hôpitaux Bretonneau et Trousseau, usines, immeubles et HLM, entre autres dans le quartier des Rives du Cher,.
Dès 1952 et avec les Compagnons du Devoir, Pierre Boille entame la restauration d'un îlot urbain comportant un immeuble destiné à accueillir cette association. En 1960, avec l'appui de Jean Royer, il propose au gouvernement un projet de réhabilitation des quartiers historiques des centres urbains, avec comme exemple l'opération qu'il vient de mener dans le Vieux-Tours, au nord de la place Plumereau. Il démontre ainsi qu'il est possible de réhabiliter un quartier sans le raser, mais en tirant parti du bâti existant. Ce chantier de réhabilitation et le projet de Pierre Boille inspirent plusieurs dispositions de la loi Malraux. Après la création du secteur sauvegardé de Tours dans son périmètre initial de 1976, il est l'architecte-conseil pour toutes les opérations immobilières de ce secteur.
Il devient membre de la Société archéologique de Touraine en 1952, dont il assure la présidence de 1967 à 1970 puis 1979 à 1985 ; il en est vice-président de 1970 à 1976 ; il s'attache notamment à la défense du patrimoine bâti tourangeau, urbain ou rural.
En 1963, il est cofondateur du festival de musique classique Les Fêtes musicales de Touraine, manifestation annuelle se déroulant à la grange de Meslay.
Il s'installe en 1962 dans la propriété des Durandières à Luynes et devient conseiller municipal de sa commune pendant 24 ans. C'est là qu'il meurt le 24 septembre 1995, dans sa 81e année.

## Distinctions et hommages
Pierre Boille reçoit plusieurs décorations, à titre civil ou militaire :
- chevalier de l'ordre national du Mérite ;
- officier de l'Instruction publique ;
- croix du combattant.

Depuis le 18 mai 1998, une rue de Tours, face à la cathédrale, porte son nom.

## Publications
- Le Vieux Tours (1987)